# Crèche provençale

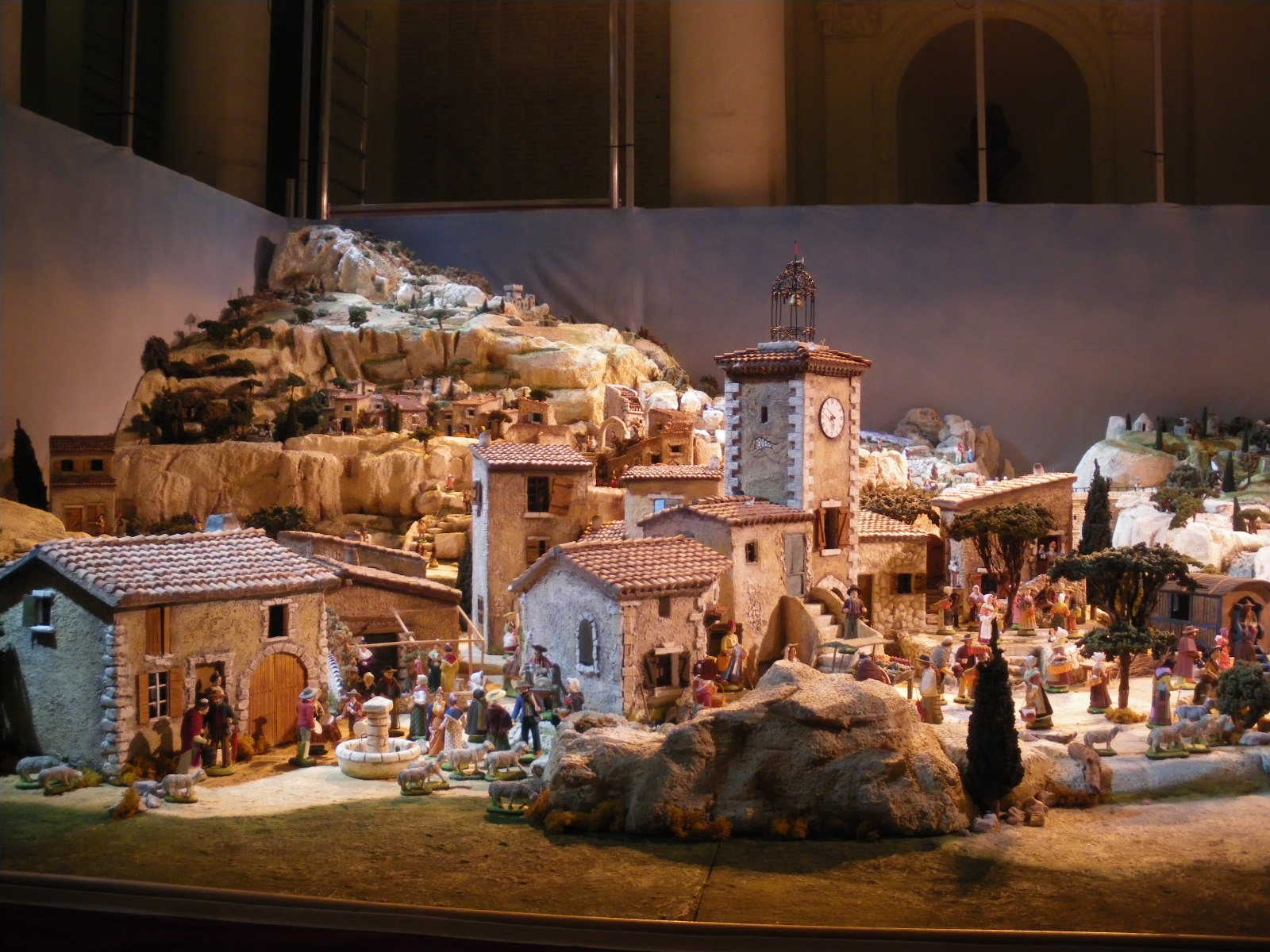
Crèche provençale

Une crèche provençale est une crèche de Noël s'inspirant de la vie locale et comportant des personnages traditionnels de la Provence, les santons (santoun, petits saints en provençal), dont l'invention date du XVIIIe siècle.

## Historique

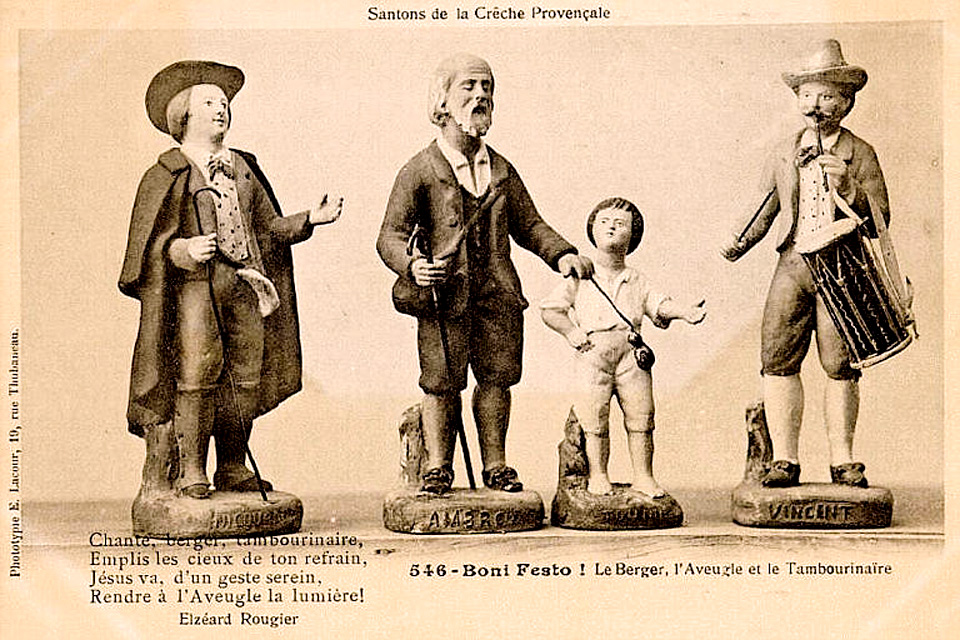
Le berger, l'aveugle, son fils et le tambourinaire, santons du début du XXe siècle

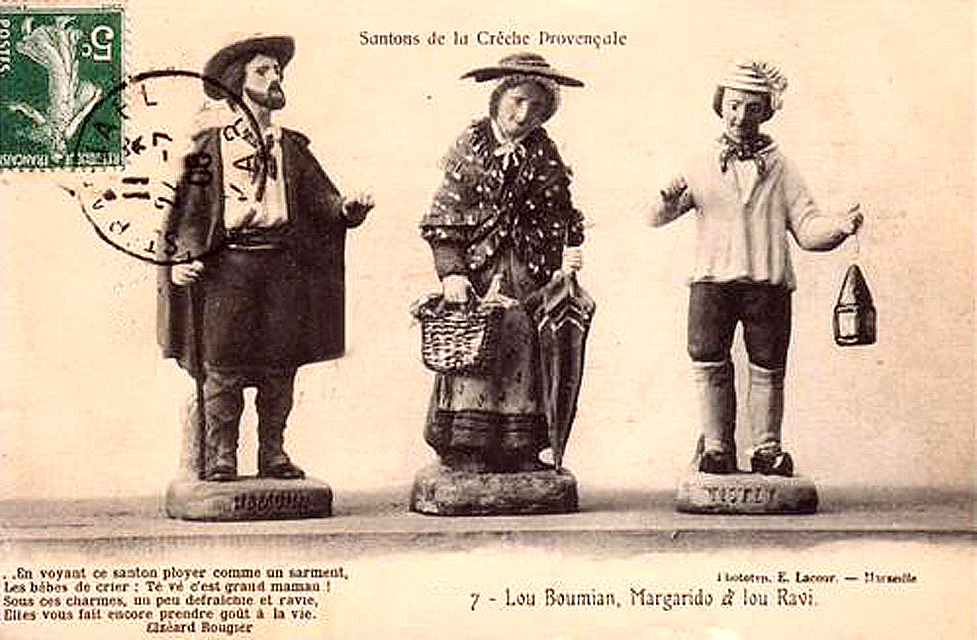
Lou boumian, Margarido et lou ravi, santons du début du XXe siècle

Les crèches apparaissent en Provence au début du XVIIe siècle dans le sillage de la Contre-Réforme, importées d’Italie par les Oratoriens. Elles s’inscrivent dans le cadre de la dévotion à la Sainte Enfance particulièrement chère à cet ordre religieux. Il s’agit de crèches d’église dont un des premiers exemples est attesté dans le sanctuaire de Notre-Dame-des-Anges situé dans la chaine de l’Étoile entre Marseille et Aix.
L’ancêtre des crèches domestiques apparait seulement à la fin du XVIIIe siècle sous la forme de niches ou de boites vitrées présentant la nativité entourée de saints personnages, la « chapelle ». Ce n’est qu’après la révolution que cette chapelle évoluera en crèche domestique telle que nous la connaissons, principalement grâce à l’invention par Jean-Louis Lagnel (1764-1822) du santon d’argile crue, moulé en série. D’abord limitée à la ville de Marseille et à ses environs, cette crèche domestique va se répandre peu à peu en Provence, alors que jusque là la crèche n’y apparaissait que dans les églises.
La technique du santon moulé en argile crue a été reprise par la suite par de nombreux figuristes. Elle est toujours utilisée par les santonniers actuels qui fabriquent à présent des santons en argile cuite plus résistants. Le santon ne doit pas être confondu avec les santibèlli en argile estampée qui représentent soit des saints destinés à la dévotion privée, soit des personnages profanes purement décoratifs.
Concurremment apparaissent au XVIIIe siècle, en dehors des églises, les crèches mécaniques qui sont l'une des sources de la pastorale provençale.
La première crèche mécanique connue fut celle créée à Marseille, en 1775, par un dénommé Laurent. Elle était constituée de mannequins articulés vêtus de costumes locaux. Pour y ajouter un brin d'exotisme, le créateur y avait placé des girafes, des rennes et des hippopotames. Jean-Paul Clébert raconte : « À l'époque du Concordat, Laurent montrait même un carrosse qui s'avançait vers l'étable ; le pape en descendait, suivi des cardinaux. Devant eux s'agenouillait toute la Sainte-Famille et le pape lui donnait sa bénédiction. Pendant l'adoration des bergers, un rideau se levait, dévoilant la mer sur laquelle voguait un bâtiment de guerre. Une salve d'artillerie saluait l'enfant Jésus qui, réveillé en sursaut, ouvrait les yeux, tressaillait et agitait les bras ».

## Une représentation régionale

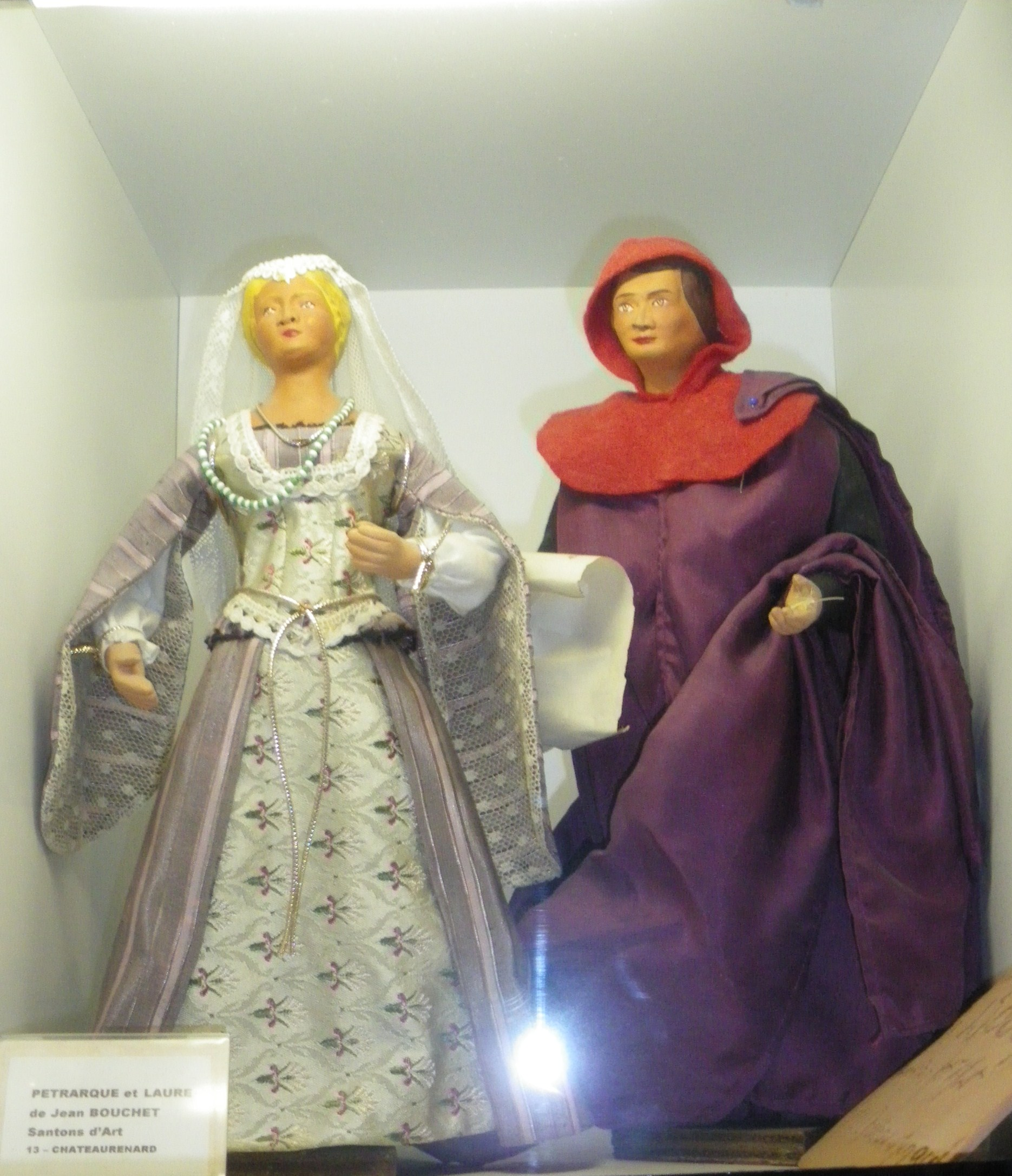
Laure et Pétrarque

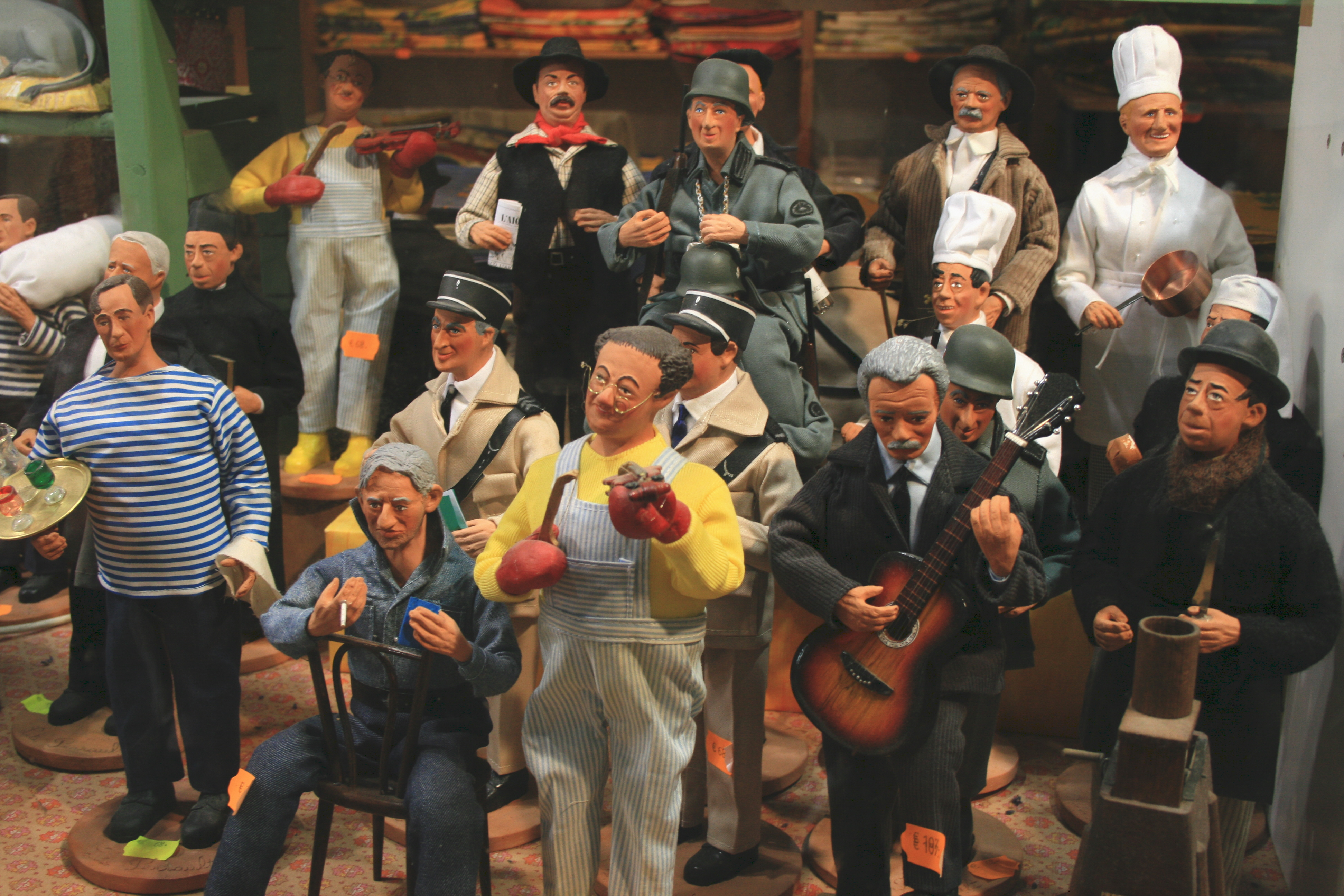
Santons célèbres

Depuis, « la crèche provençale est le fruit d'un itinéraire unique, mêlant au fil du temps, le profane au religieux » selon la définition de Marcel Carbonel, l'un des plus prestigieux santonniers de Provence. Les artisans évoquent des personnages typiques ou célèbres de la région ou du village ou des défunts de la famille. Ont été ajoutés aussi des santons qui représentent des petits métiers : le berger et ses moutons, le meunier, le boulanger, le rémouleur, le pêcheur, la lavandière, la poissonnière, le chasseur, le ramoneur et lou Conse (le Maire). S'y rajoutent l'ange Boufarèu, l'Arlésienne, l'aveugle et son fils, le tambourinaire, le boumian et la boumiane (les Bohémiens) et Le Ravi.

## Réalisations

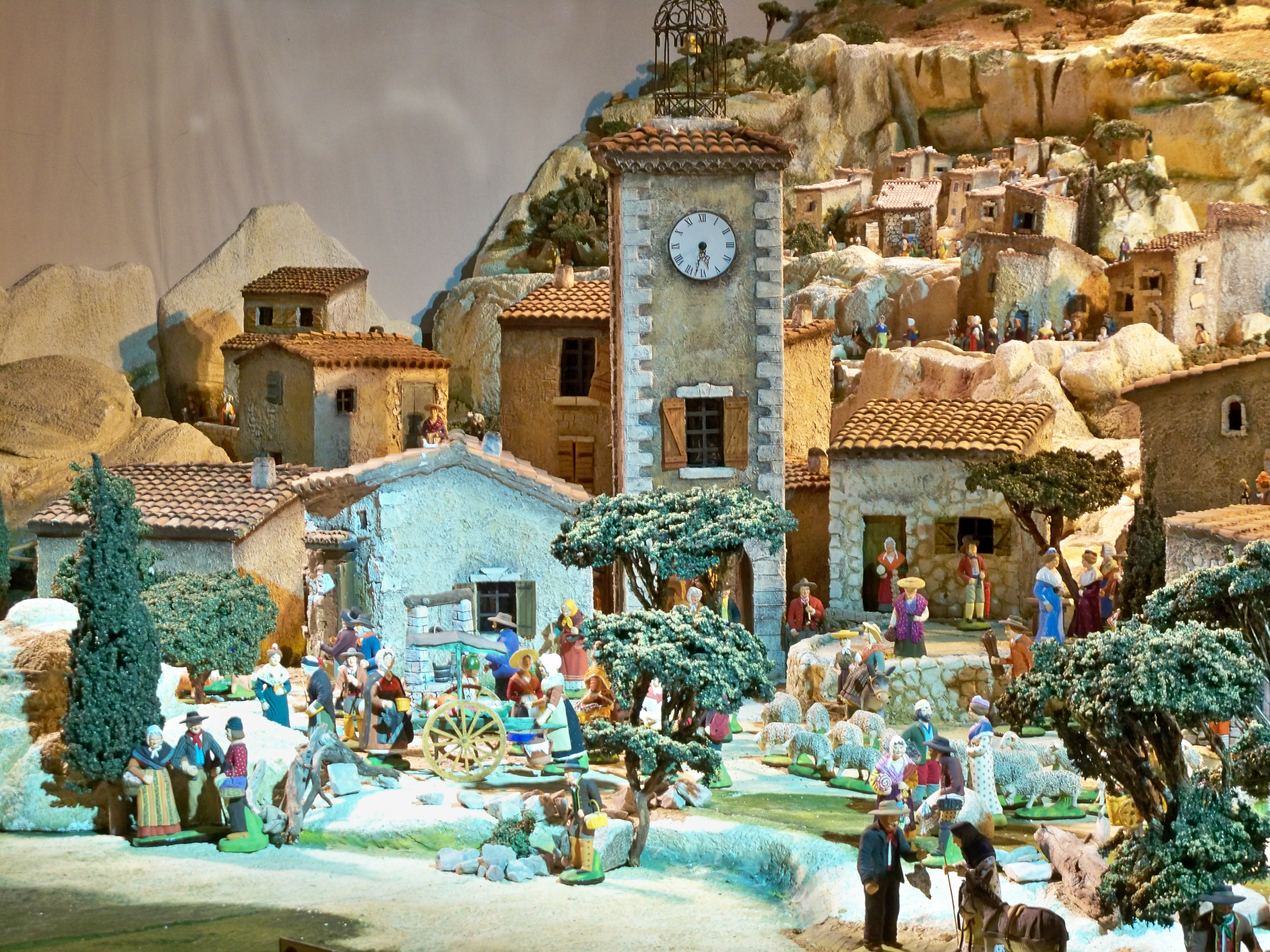
Santons de différentes tailles recréant la perspective

La tradition veut que chaque année, la crèche soit mise en place peu avant Noël pour n'être défaite qu'au début février, à la Chandeleur. Chacune se singularise par le choix de ses santons, des accessoires utilisés, des représentations des maisons villageoises et par la variété de la végétation choisie (mousse, lichen, houx, branches de pin, etc.).
Pour harmoniser la crèche et simuler la perspective, des santons de différentes tailles sont utilisés. Les plus grands sont placés sur le devant, ce sont traditionnellement le berger et son troupeau, qui seront ensuite rejoints par les rois mages. Les santons puces sont mis dans le fond de la crèche figurant le lointain. Au début du XIXe siècle, après le Concordat de 1802, les crèches traditionnelles retrouvent leur place dans les villes, notamment avec l'arrivée des crèches provençales et de leurs santons (petits personnages représentant tous les métiers en costume local d'expression assez naïve). La commune de Paris a souvent mis à l'honneur ce type de crèches dans divers lieux de la capitale, en particulier sur le parvis de la place de l'Hôtel de Ville avant que l'espace vert bordé de voies de circulation qui existait naguère devant la façade du bâtiment ne devienne la place goudronnée actuelle.

## La crèche provençale d'Avignon

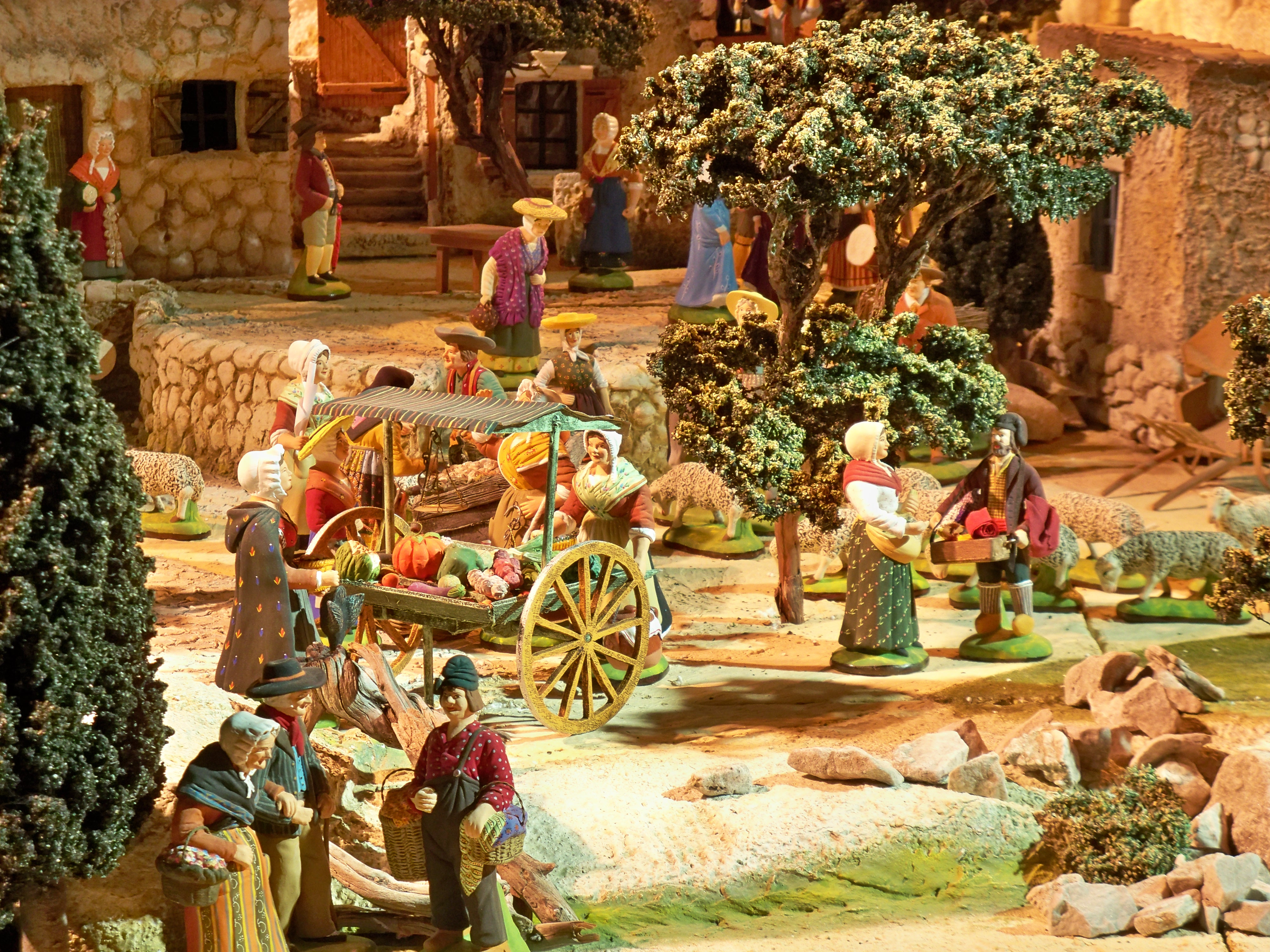
Crèche provençale d'Avignon, le coin des maraîchers

La crèche provençale d'Avignon est exceptionnelle par sa superficie puisqu'elle occupe 54 m2. Son but est de créer chaque année un paysage provençal imaginaire où se mêlent « massifs rocheux, garrigues, vignes, champs de lavande, champs d’oliviers, villages perchés, rivière et torrent ». Plus de 600 santons, par groupe ou en file, convergent vers le lieu de la nativité. Cette crèche était exposée dans le péristyle de l'hôtel de ville d'Avignon de fin novembre à début janvier. Elle se trouve désormais en l’église des Corps-Saints. Elle a été réalisée par les Ateliers Marcel Carbonel.

## La crèche de Grignan, en Drôme provençale
Elle est considérée comme la plus grande du monde. Le village provençal est composé de plus de quatre-vingt maisons dont la hauteur s'étage entre 1 et 1,20 mètre. Elles ont été construites avec les mêmes matériaux qui sont utilisés dans la région (pierre, bois, ciment), elles ont été recouvertes de 60 000 tuiles et pèsent entre 50 et 120 kilos chacune. La crèche, qui couvre 1 116 m2, est animée par plus de 1 000 santons.

## La plus petite crèche à Fontaine-de-Vaucluse

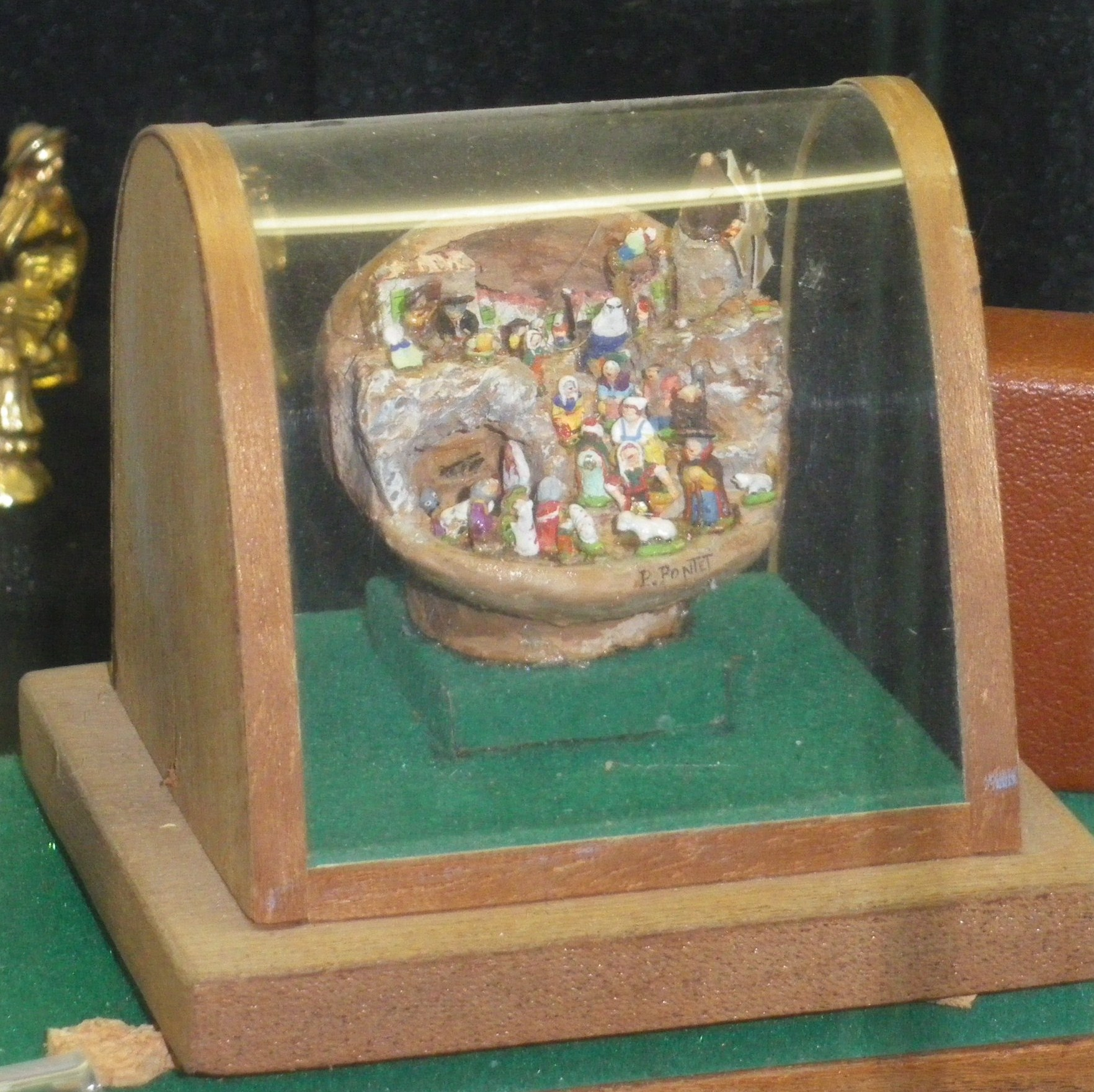
Crèche miniature de Paul Pontet au Musée Provençal de Château Gombert

Un écomusée du santon a été créé en 1987 à Fontaine-de-Vaucluse. Il regroupe environ 2 000 pièces, dont une des plus petites crèches au monde, qui tient dans une demi coque de noix.

## La plus importante collection de sujets de crèche provençaux desXVIIIeetXIXesiècle
L'hôtel d'Agar présente tous les hivers pendant deux mois plus de 200 sujets en cire ou papier mâché issus des couvents provençaux et de l'artisanat marseillais du milieu XVIIIe au milieu du XIXe siècle. Près de 500 moules du XVIIIe pour les sujets de cire sont également présentés.